# Nephargynnis aequatorialis
Nephargynnis aequatorialis är en fjärilsart som beskrevs av Van Someren 1972. Nephargynnis aequatorialis ingår i släktet Nephargynnis och familjen praktfjärilar. Inga underarter finns listade i Catalogue of Life.